# 米兰·卡利纳
米兰·卡利纳（羅馬化：Milan Kalina，1956年8月13日—），塞尔维亚男子手球运动员。他曾代表南斯拉夫国家队参加1984年夏季奥林匹克运动会手球比赛，获得一枚金牌。